# Langmuir-Zirkulation
Die Langmuir-Zirkulation – benannt nach Irving Langmuir – ist eine Form der windgetriebenen Zirkulation von Gewässern.

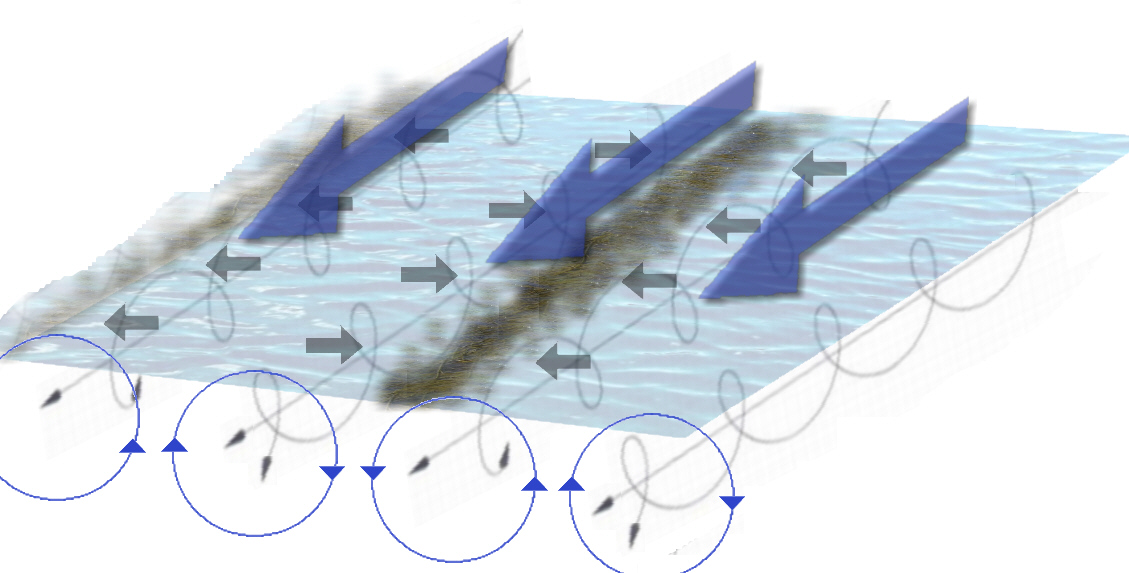
Langmuir-Zirkulation mit Treibgutstreifen

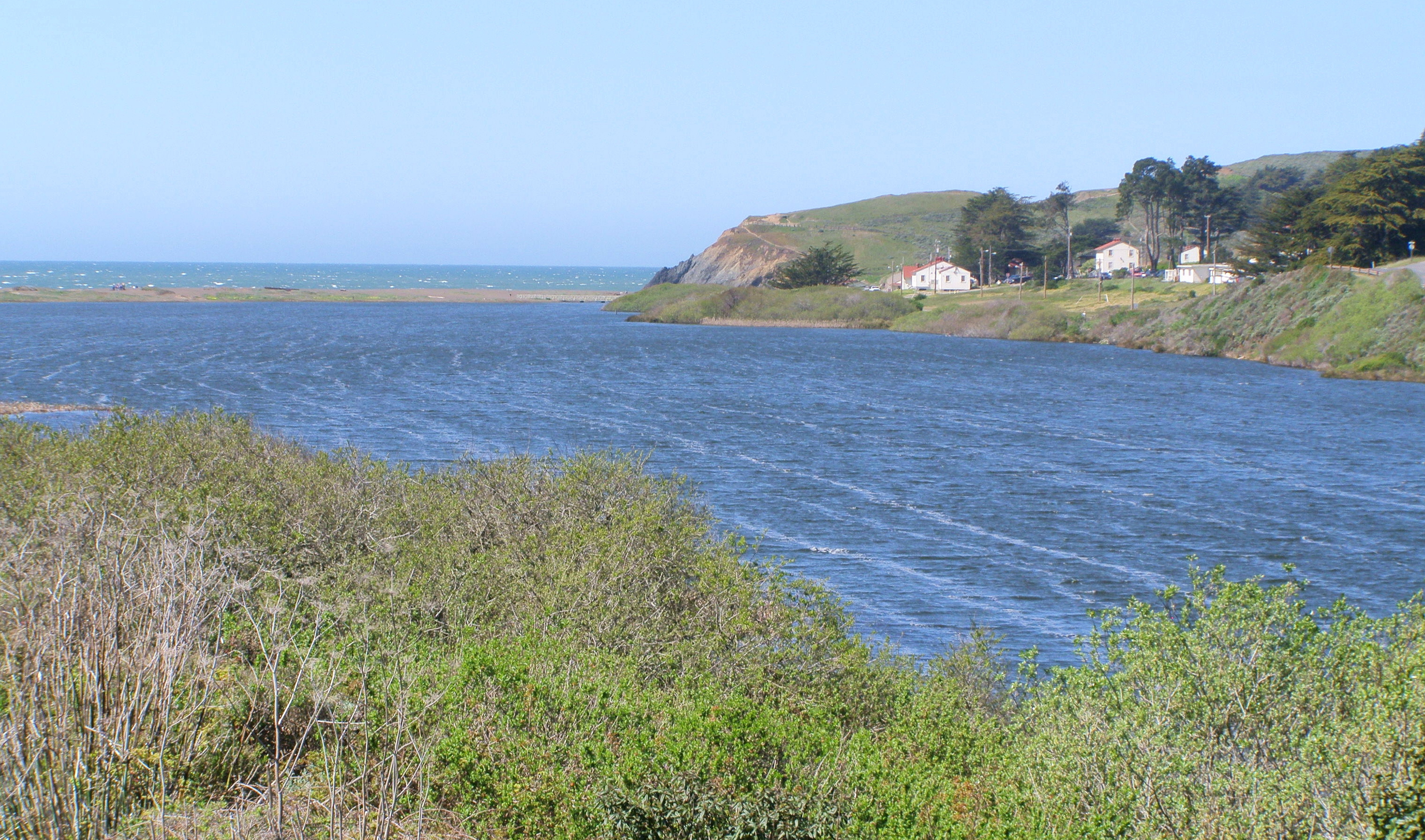
Die hellen Streifen auf der Wasseroberfläche resultieren aus der Walzenbewegung des Wassers.

Beständiger Wind bewirkt dabei, dass sich parallel zur Windrichtung walzenförmige Strömungen von 5 bis 50 Meter Breite und Tiefe bilden. Einzelne Wasserteilchen beschreiben in diesen Walzen eine schraubenförmige Bahn, die sie effektiv in Windrichtung transportiert.
Zwischen den gegenläufig zirkulierenden Strömungswalzen entstehen Zonen, in denen Wasser an der Oberfläche senkrecht zur Windrichtung zusammen strömt (Konvergenzen) oder auseinandergedrückt wird (Divergenzen).
In den Konvergenzen reichern sich organische Teilchen und unbewegliche Organismen mit positivem statischen Auftrieb an. Dabei handelt es sich vorwiegend um Zooplankton, Nekton und Pleuston. Tange, Pleuston und Treibgut werden hier an der Meeresoberfläche zusammengetragen. Es bilden sich gut sichtbare wind rows (Treibgutstreifen).
Wo an der Oberfläche Divergenzen vorliegen, die Walzenströmungen also auseinanderlaufen, laufen sie im Gegenzug am Grund wieder zueinander und sammeln dort Phytoplankton und Organismen, die durch Abtrieb (negativen Auftrieb) im ruhigen Wasser dazu tendieren abzusinken.